# Jane Campion
Jane Campion (Wellington, 30 d'abril de 1954) és una directora i guionista cinematogràfica neozelandesa. És una de les directores de cinema del seu país més reconegudes mundialment, especialment per la seva pel·lícula més famosa: El piano. Amb aquesta cinta, Campion es va convertir en la segona dona nominada a l'Oscar al millor director.

## Biografia
Campion va rebre classes en l'Australian Film Television and Radio School. Allà va rebre els coneixements que li han permès tenir una carrera cinematogràfica en la qual ha dirigit 14 pel·lícules, n'ha produït tres i n'ha escrit vuit.
El seu primer curtmetratge, Peel (1982) va guanyar la Palma d'Or al millor curtmetratge en el Festival de Cannes de 1986. A aquest curt, li van seguir uns altres com Passionless Moments (1983) i Girls Own Story (1984). Sweetie (1989) va ser el seu llargmetratge de debut i va guanyar diversos premis internacionals. Més reconeixements van arribar amb la seva pel·lícula An Angel at My Table (1990), una autobiografia dramatitzada de la poeta Janet Frame.
El reconeixement internacional li va arribar amb la seva pel·lícula El piano (1993). Amb aquesta pel·lícula, va guanyar la Palma d'Or en el Festival de Cannes de 1993, el premi al millor director de l'Australian Film Institute i l'Oscar al millor guió original el 1994.
Va ser la segona directora nominada a l'Oscar a la millor direcció en la història de l'Acadèmia i la primera i única a haver-hi guanyat la Palma d'Or de Cannes.
El treball de Campion ha tractat des de llavors de motivar l'opinió del públic. El 1996 va dirigir la cinta Retrat d'una dama, basada en la novel·la de Henry James, i protagonitzada per Nicole Kidman, John Malkovich, Barbara Hershey i Martin Donovan. Holy Smoke (1999) va tornar a unir Campión amb Harvey Keitel, aquesta vegada amb el protagonisme femení de Kate Winslet. In the Cut (2003), thriller eròtic basat en el best-seller de l'escriptora Susanna Moore, va proporcionar a Meg Ryan l'oportunitat de sortir dels papers de cinema familiar.
Campion va ser la productora executiva del documental Abduction: The Megumi Yokota Story (2006).
El 2009 va estrenar Bright Star, una pel·lícula que suposa el seu retorn al romanticisme al més pur estil d'El piano. Hi explica la història d'amor dels poetes John Keats i Fanny Brawne.

## Filmografia
Filmografia
- A Girl's Own Story (1984)
- Two Friends (1986)
- Sweetie (1989)
- An Angel at My Table (1990) - basada en l'autobiografia de Janet Frame
- El piano (The Piano) (1993)
- The Portrait of a Lady (1996) - basada en la novel·la de Henry James
- Holy Smoke! (1999)
- In the Cut (2003) - basada en la novel·la de Susanna Moore
- Bright Star (2009)
- They (2017)
- The Power of the Dog (2021)